# Caradrina pujoli
Caradrina pujoli là một loài bướm đêm trong họ Noctuidae.